# Sandra Rademacher
Sandra Rademacher (* 1978) ist eine deutsche Erziehungswissenschaftlerin und Professorin für Erziehungswissenschaft mit dem Schwerpunkt Kindheits- und Jugendforschung an der Universität Flensburg.

## Leben
Nach dem Abitur im Jahr 1997 studierte Rademacher bis 2002 Erziehungswissenschaft, Psychologie und Neuere Geschichte an der Universität Potsdam und schloss das Studium 2002 mit der Magisterarbeit Schulische Übergangsriten. Die Selbstthematisierung der Schule in Lehreransprachen zur Begrüßung am ersten Schultag und zur Verabschiedung nach dem Abitur ab. Von 2004 bis 2007 arbeitete sie als wissenschaftliche Mitarbeiterin an der Universität Potsdam am Institut für Erziehungswissenschaft am Lehrstuhl für Schulpädagogik, Theorie der Schule und des Lehrplans von Elisabeth Flitner.
Nach der Promotion 2008 in Potsdam war Rademacher von 2008 bis 2013 wissenschaftliche Mitarbeiterin an der Martin-Luther-Universität Halle-Wittenberg, Institut für Schulpädagogik und Grundschuldidaktik (Georg Breidenstein). Seit 2013 ist sie Professorin für Erziehungswissenschaft mit dem Schwerpunkt Kindheits- und Jugendforschung an der Universität Flensburg.

## Schriften (Auswahl)
- Der erste Schultag. Pädagogische Berufskulturen im deutsch-amerikanischen Vergleich. Wiesbaden 2009, ISBN 978-3-531-16855-5.
- mit Merle Hummrich (Hrsg.): Kulturvergleich in der qualitativen Forschung. Erziehungswissenschaftliche Perspektiven und Analysen. Wiesbaden 2013, ISBN 978-3-531-17743-4.
- mit Andreas Wernet (Hrsg.): Bildungsqualen. Kritische Einwürfe wider den pädagogischen Zeitgeist. Wiesbaden 2015, ISBN 3-658-06238-X.
- mit Georg Breidenstein: Individualisierung und Kontrolle. Empirische Studien zum geöffneten Unterricht in der Grundschule. Wiesbaden 2017, ISBN 3-658-13804-1.